# 나주시·나주군
나주시·나주군은 대한민국의 옛 국회의원 선거구이다. 당시 전라남도 나주시와 나주군 지역을 관할했다.

## 역사
제13대 국회의원 선거를 앞두고 금성시·광산군·나주군 선거구에서 분리되면서 신설되었다.
1995년 1월, 나주시와 나주군이 통합되면서 통합 나주시가 출범했다. 이에 제15대 국회의원 선거를 앞두고 나주시 선거구로 개편되었다.

## 역대 국회의원
| 선거   | 정당 | 정당       | 의원   |
| ------ | ---- | ---------- | ------ |
| 1988년 |      | 평화민주당 | 이재근 |
| 1992년 |      | 민주당     | 김장곤 |

## 역대 선거 결과

### 대한민국 제13대 국회의원 선거
|  | 74.97% |

|  | 19.69% |

|  | 5.32% |

### 대한민국 제14대 국회의원 선거
|  | 54.62% |

|  | 32.48% |

|  | 11.85% |

|  | 1.03% |

## 같이 보기
- 나주시의 국회의원